# Прессекретар Президента Російської Федерації
Прессекрета́р президе́нта Росі́йської Федера́ції (рос. Пресс-секретарь президента Российской Федерации) — федеральний державний цивільний службовець, який виконує безпосереднє керівництво роботою пресслужби президента.
З 22 травня 2012 року керівником пресслужби президента Росії є Дмитро Пєсков.
Прессекретар президента є офіційним речником президента, що представляє його позицію, а також позицію Кремля по відношенню до різних внутрішніх та зовнішніх міжнародних подій, і здійснює зв'язок із засобами масової інформації Росії та закордонних країн.

## Функції прессекретаря президента
Прессекретар президента є відповідальним за зв'язки із засобами масової інформації та громадськістю, використовуючи усі наявні засоби комунікації.
Прессекретар президента — це офіційний представник держави і влади, особистий представник президента, найбільш доступний за визначенням джерело, постійно володіє істотним обсягом інформації, яка цікавить суспільство / співтовариство, він регулярно оприлюднює інформацію про дії глави держави й уповноважений оголошувати цю інформацію у вигляді інформаційних заяв або інтерв'ю.
Прессекретар президента або глави держави повинен періодично викладати позицію своєї країни з різних питань, але робити це виключно в тому смисловому та емоційному контексті, який визначений Главою держави РФ.
Прессекретар має високу схильність до змін обсягу інформаційних функцій, в залежності від зміни ситуації. Рівень громадської активності прессекретаря повністю залежить від рівня громадської активності президента і від уявлень останнього про допустимий ступінь публічності діяльності державної влади.
Прессекретар керує організацію всіх контактів президента з журналістами — від окремих інтерв'ю до великих пресконференцій. Прессекретар постійно супроводжує президента: на всіх протокольних заходах, під час місцевих поїздок і зарубіжних візитів.
За необхідності, прессекретар сам ініціює публічну активність президента. Він вносить пропозиції щодо організації тих чи інших публічних заходів, з метою створення можливості виступу президента на конкретну актуальну тему або спілкування з журналістами.
В обов'язки прессекретаря входить і забезпечення зворотного зв'язку — інформування президента. Огляди місцевої та зарубіжної преси, інформаційної стрічки дня, аналітичні матеріали, коментарі та ін. — всі ці матеріали щодня готуються, якщо не прямо прессекретарем, то під його керівництвом.
Прессекретар відповідальний за всю інформацію, яка висвітлює діяльність Президента РФ: він відповідає за зміст офіційного вебсайту президента, контролює весь обсяг інформації, яка виходить із адміністрації глави держави, включно і інтерв'ю, прес-конференції та окремі зустрічі з журналістами, відповідальних працівників апарату президента.
Прессекретар — високопосадовець з команди президента, публічний політик. Маючи доступ практично до всієї інформації від влади і володіючи статусом помічника або радника президента, прессекретар зазвичай має й інші, не пов'язані з прямою діяльністю, повноваження відповідно до розпоряджень глави держави.

## Список Прессекретарів Президента РФ
| Портрет                                   | Прессекретар                       | Термін повноважень                     | Президент                       |
| ----------------------------------------- | ---------------------------------- | -------------------------------------- | ------------------------------- |
|                                           | Павло Ігорович Вощанов             | 20 липня 1991 — лютий 1992 р.          | Борис Єльцин                    |
|                                           | В'ячеслав Васильович Костіков      | 14 травня 1992 р — 14 березень 1995 р. | Борис Єльцин                    |
|                                           | Сергій Костянтинович Медведєв      | 15 березня 1995 р — 13 серпня 1996 р.  | Борис Єльцин                    |
|                                           | Сергій Володимирович Ястржембський | 13 серпня 1996 р — 28 березень 1997 р. | Борис Єльцин                    |
| 28 березня 1997 року — 12 вересня 1998 р. | Сергій Володимирович Ястржембський |                                        | Борис Єльцин                    |
|                                           | Дмитро Дмитрович Якушкін           | 15 вересня 1998 р — 3 січня 2000 р.    | Борис Єльцин                    |
|                                           | Олексій Олексійович Громов         | 4 січня 2000 р — 26 березень 2004 р.   | Володимир Путін Дмитро Медведєв |
| 26 березня 2004 р — 12 травня 2008 р.     | Олексій Олексійович Громов         |                                        | Володимир Путін Дмитро Медведєв |
|                                           | Наталія Олександрівна Тімакова     | 13 травня 2008 р — 21 травня 2012 р.   | Дмитро Медведєв Володимир Путін |
|                                           | Дмитро Сергійович Пєсков           | З 22 травня 2012 р.                    | Володимир Путін                 |